# Д’Алмейда, Маркус
Маркус Д’Алмейда (порт.-браз. Marcus D'Almeida; род. 30 января 1998, Рио-де-Жанейро) — бразильский лучник, выступающий в стрельбе из олимпийского лука. Серебряный призёр Панамериканских игр и участник Олимпийских игр. Серебряный призёр юношеских Олимпийских игр.

## Биография
Маркус Д’Алмейда родился 30 января 1998 года.
Имеет физическое образование. Владеет португальским языком.

## Карьера
Начал заниматься спортом в возрасте 12 лет в Марике. Сначала занимался греблей, джиу-джитсу и плаванием, но от Бразильской федерации стрельбы из лука узнал о новом для него виде спорта. Учитывая то, что он жил рядом с тренировочным центром, он стал заниматься стрельбой из лука.
В 2013 году принял участие на чемпионате мира в Анталии, где стал девятым в миксте, двадцатым в командном первенстве и добрался до 1/16 финала в индивидуальном.
В 2014 году принял участие на юношеских Олимпийских играх в Нанкине, где стал серебряным призёром.
В 2015 году на чемпионате мира в Копенгагене сумел добраться до четвертьфинала личного турнира, с командой дошёл до 1/8 финала, но в миксте стал лишь 26-м.
В 2016 году принял участие на домашней летней Олимпиаде, но в личном турнире выбыл на стадии 1/32 финала, а в команде — в 1/8 финала.
В 2017 году добрался до 1/16 финала на этапах Кубка мира в Берлине и Анталии, а в Солт-Лейк-Сити стал четвёртым. В том же году принял участие на чемпионате мира в Мехико, но выступил неудачно, заняв 23-е место в команде и 33-е в личном первенстве.
В 2018 году на Панамериканском чемпионате стал вторым в миксте, а в личном и командном первенствах добрался до 1/8 финала. В Кубке мира выступил на этапах в Берлине, Анталии, где дошёл до 1/8 финала в индивидуальном первенстве, а также в Солт-Лейк-Сити, где занял девятое место в миксте и семнадцатое в личном турнире. Также принял участие в миксте в Анталии, но проиграл в 1/16 финала.
В 2019 году стал серебряным призёром Панамериканских игр в Лиме в индивидуальном первенстве, а также участвовал в команде (пятое место) и в миксте (девятое место). На Кубке мира в Анталии занял девятое место в личном турнире и выбыл в 1/16 финала в миксте. В Медельине стал девятым в миксте. Также в этой дисциплине он принял участие и в Анталии, выбыв в 1/16 финала. Принял участие на чемпионате мира в Хертогенбосе, где стал девятым в личном турнире, а также дошёл до 1/16 финала командного турнира и соревнований смешанных пар.
В 2021 году участвовал на этапе Кубка мира в Париже, где дошёл в миксте до 1/8 финала. На Панамериканском чемпионате в Монтеррее стал вторым в личном турнире и завоевал два золота в команде и миксте. На Олимпийских играх в Токио выступил только в личном турнире. В первом раунде победил британца Патрика Хьюстона, затем оказался сильнее голландца Шефа ван ден Берга (оба матча выиграл со счётом 7:1), а в 1/8 финале уступил Мауро Несполи.